# Penny Warner
Pour les articles homonymes, voir Warner.
Penny Warner, née le 14 avril 1947 à Okinawa, au Japon, est une femme de lettres américaine, auteure de romans policiers et de littérature d'enfance et de jeunesse.

## Biographie
Elle naît au Japon, alors que son père est membre d'une commission sur l'énergie atomique qui se penche sur les conséquences des bombes larguées sur Hiroshima et Nagasaki. Elle fait ses études aux États-Unis et détient une maîtrise universitaire en éducation spécialisée.
En 1997, elle publie son premier roman, Dead Body Language, grâce auquel elle est lauréate du prix Macavity 1998 du meilleur premier roman. 
Elle écrit également de la littérature d'enfance et de jeunesse et remporte à trois reprises le prix Agatha de la meilleure œuvre pour enfants et jeunes adultes : en 2001 pour The Mystery of the Haunted Caves ; en 2012 pour The Haunted Lighthouse et en 2014 pour The Mummy's Curse. 

## Œuvre

### Romans

#### SérieConnor Westphal
- Dead Body Language (1997)
- Sign of Foul Play (1997)
- Right to Remain Silent (1998)
- A Quiet Undertaking (2000)
- Blind Side (2001)
- Silence Is Golden (2003)
- Dead Man's Hand (2007)

#### SérieParty-Planning
- How to Host a Killer Party (2009)
- How to Crash a Killer Bash (2010)
- How to Survive a Killer Seance (2011)
- How to Party with a Killer Vampire (2011)
- How to Dine on Killer Wine (2012)

#### SérieCode Busters Club
- The Secret of the Skeleton Key (2011)
- The Haunted Lighthouse (2012)
- Secret Treasure of Pirate Cove (2013) (autre titre The Mystery of the Pirate's Treasure)
- The Mummy's Curse (2014)
- The Hunt for the Missing Spy (2015)

#### SérieTroop 13
- The Mystery of the Haunted Caves (2011)
- The Mystery of the Missing Mustangs (2011)

### Autres ouvrages
- The Official Nancy Drew Handbook (2007)
- Rock-a-bye Baby (2008)
- Ladies Night (2008)
- Baby Play and Learn (2010)
- Learn to Sign the Fun Way! (2010)
- Baby's Favorite Rhymes to Sign (2010)
- Toilet Training without Tears and Trauma (2012) (coécrit avec Paula MD Kelly)
- Play & Learn Bundle (2015)

## Prix et distinctions

### Prix
- Prix Macavity 1998 du meilleur premier roman pour Dead Body Language
- Prix Agatha 2001 de la meilleure œuvre pour enfants et jeunes adultes pour The Mystery of the Haunted Caves[2]
- Prix Agatha 2012 de la meilleure œuvre pour enfants et jeunes adultes pour The Haunted Lighthouse[2]
- Prix Agatha 2014 de la meilleure œuvre pour enfants et jeunes adultes pour The Mummy's Curse[2]
- Prix Agatha 2016 de la meilleure œuvre pour enfants et jeunes adultes pour The Code Busters Club, Case #6: The Secret of the Puzzle Box[2]

### Nominations
- Prix Agatha 1997 du meilleur premier roman pour Dead Body Language[2]
- Prix Agatha 2007 de la meilleure œuvre de non-fiction pour The Official Nancy Drew Handbook[2]